# Torowana przezskórna interwencja wieńcowa
Torowana przezskórna interwencja wieńcowa – (ang. Facilitated PCI) – rodzaj przezskórnej interwencji wieńcowej polegający na wykonaniu zabiegu PCI jak najszybciej, po zastosowaniu wstępnego, czasem nawet w postaci fibrynolizy przedszpitalnej, leczenia farmakologicznego.
Farmakoterapia polegająca na podawaniu leków fibrynolitycznych lub inhibitorów receptora GP IIB/IIIa lub kombinacji tych leków, ma na celu uzyskanie jak najszybszej reperfuzji (leczenie reperfuzyjne) farmakologicznej, natomiast zabieg PCI ma na celu optymalizację uzyskanych efektów.
Badania kliniczne prowadzone były z użyciem leków abcyksymab i reteplaza. W grupie PCI torowanej abcyksymabem  nie stwierdzono istotnej poprawy wyników leczenia, pomiędzy pierwotną PCI a PCI torowaną, natomiast w grupie PCI torowanej reteplazą wykazano zwiększenie liczby zgonów.
Obecnie na podstawie badań klinicznych uważa się, że stosowanie torowanej PCI nie poprawia wyników leczenia ostrego zawału mięśnia sercowego i obecnie nie zaleca się jej stosowania.